# Ganzstück

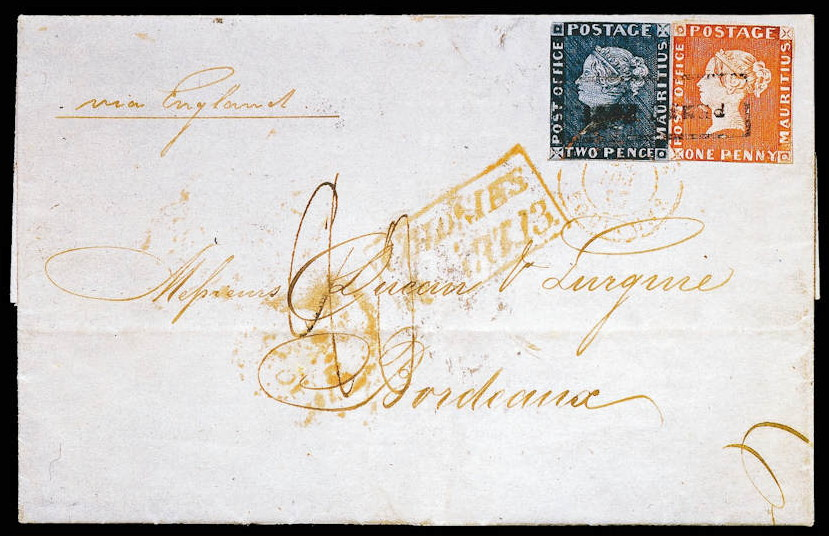
Der Bordeaux-Brief mit beiden Mauritius; bis 2014 wertvollstes Ganzstück der Welt

Ein Ganzstück ist ein vollständiger philatelistischer Beleg, mit Postwertzeichen und Umschlag, Stempel etc. Dazu gehören  Postkarten, Briefumschläge, Paketkarten, Postanweisungen oder Ähnliches mit Frankatur oder Stempelvermerken. 
In der Philatelie unterscheidet man Ganzstücke von Ganzsachen: Ganzsachen weisen einen Wertzeicheneindruck auf, können aber zur Portoergänzung mit einer zusätzlichen Frankatur versehen werden. Für Sammler gibt es eigene Kataloge für Briefe und Ganzsachen.

## Arten von Ganzstücken
Von der Reichspost, Bayern, Braunschweig, Helgoland, Norddeutscher Bund, Sachsen und der Thurn-und-Taxis-Post wurden ab 1866 Formblätter mit einem Vordruck wie bei Postkarten oder Postanweisungen ausgegeben. Das Porto wurde durch aufgeklebte Briefmarken entrichtet.
Eine besondere Form des Ganzstücks, die bei Sammlern beliebt ist, stellt der Ersttagsbrief dar.